# 22. Juli (Fernsehserie)
22. Juli ist eine sechsteilige norwegische Dramaserie des norwegischen Rundfunksenders NRK, die Anfang 2020 erstmals ausgestrahlt wurde. Die Serie erzählt die fiktiven Geschichten von fünf Menschen, die hauptsächlich beruflich mit den Terroranschlägen des 22. Juli 2011 zu tun hatten.

## Handlung
Aus der Perspektive von fünf Hauptpersonen werden chronologisch die Ereignisse vor, während und nach den Anschlägen rekonstruiert: Anine berichtet als Journalistin über den Terror und recherchiert zu Fehlern beim Polizeieinsatz. Eivind muss als Polizist vor Ort herausfordernde Aufgaben erledigen und hadert wegen vermeintlicher Versäumnisse mit seinem Gewissen. Anne Cathrine empfängt als Anästhesieärztin die Verletzten im Ullevål-Krankenhaus und kämpft gegen Kürzungen im Gesundheitssystem. Helga erlebt als Grundschullehrerin die Trauer der Kinder Angehöriger hautnah. Mads ist ein rechtsgerichteter Blogger, der den Täter zu seinen Taten inspiriert hat.

## Produktion
Die Autoren Sara Johnsen und ihr Ehemann Pål Sletaune wollten eine möglichst authentische Serie schreiben, in der die realen Ereignisse durch fiktive Charaktere erzählt werden, um verdrehten Darstellungen und zukünftigem Vergessen etwas entgegenzusetzen.
NRK bezeichnet „22. Juli“ als die bislang komplexeste Eigenproduktion. Sie sollte als „authentisch und respektvoll“ erlebt werden.
Mit Kosten von 106 Mio. Norwegischen Kronen (rund 10 Mio. Euro) überschritt die Serie das veranschlagte Budget um 36 Mio. Kronen.
Nach Ausstrahlung von vier der sechs Episoden hatten bereits rund eine Million Menschen die Serie gesehen.

## Auszeichnungen
Beim Göteborg International Film Festival erhielt Sara Johnsen im Januar 2020 den Preis des „Nordisk Film & TV Fond“ für das beste Drehbuch. Im Mai 2020 wurde ihr zusammen mit Pål Sletaune der Fritt-Ord-Ehrenpreis für „einen hervorragenden künstlerischen Beitrag zur kritischen Reflexion über die dramatischen Ereignisse“ verliehen.
Bei der Verleihung des norwegischen Fernsehpreises „Gullruten“ im Juni 2020  wurde die Serie zur besten Dramaserie gekürt und erhielt zusätzlich vier Fachpreise, u. a. für das beste Drehbuch und die beste Regie.
Auf dem Festival Prix Europa wurde die Fernsehserie als „beste fiktionale europäische TV-Serie des Jahres 2020“ ausgezeichnet.